# Tripleurospermum callosum
Tripleurospermum callosum là một loài thực vật có hoa trong họ Cúc. Loài này được (Boiss. & Heldr.) E.Hossain miêu tả khoa học đầu tiên năm 1975.